# Бічевське сільське поселення
Біче́вське сільське поселення (рос. Бичевское сельское поселение) — сільське поселення у складі району імені Лазо Хабаровського краю Росії.
Адміністративний центр — село Бічева.

## Населення
Населення сільського поселення становить 1537 осіб (2019; 1843 у 2010, 2250 у 2002).

## Склад
До складу сільського поселення входять:
| Населений пункт                 | Населення, осіб (2002) | Населення, осіб (2010) |
| ------------------------------- | ---------------------- | ---------------------- |
| Бічева, село                    | 1778                   | 1509                   |
| Кія, селище                     | 227                    | 170                    |
| Кутузовка, селище               | 153                    | 101                    |
| Третій Сплавний Участок, селище | 92                     | 63                     |